# PMN (mina)
PMN (ros. ПМН) – radziecka mina przeciwpiechotna bezpośredniego działania. Zastąpiła minę PMK-40. Przy zbliżonej konstrukcji różni się od niej wymiarami i tworzywem z którego wykonano korpus miny (tekturę zastąpiono bakelitem).